# Totora (Cochabamba)
Totora è un comune (municipio in spagnolo) della Bolivia nella provincia di Carrasco (dipartimento di Cochabamba) con 10.963 abitanti (dato 2010).

## Cantoni
Il comune è suddiviso in 4 cantoni:
- Arepucho
- Icuna
- Tiraque "C"
- Totora